# Heinrich Clostermeyer
Heinrich Clostermeyer (* 18. Januar 1861 in Donauwörth; † 6. März 1940 in Öhringen) war ein württembergischer Oberamtmann.

## Leben
Clostermeyer, Sohn eines Kaufmanns und evangelischer Konfession, besuchte das Gymnasium in Ulm und studierte von 1880 bis 1884 Rechtswissenschaften in Tübingen. Er war Mitglied der Studentenverbindung AV Virtembergia Tübingen.
Er trat 1888 in die württembergische Innenverwaltung ein und war als Amtmann von 1839 bis 1898 beim Oberamt Urach und von 1898 bis 1900 beim Oberamt Reutlingen. Von 1900 bis 1904 war er Kollegialhilfsarbeiter bei der Regierung des Schwarzwaldkreises in Reutlingen. 1904 erhielt er den Titel und Rang Regierungsassessor.
Er leitete als Oberamtmann von 1904 bis 1920 das Oberamt Öhringen. 1919 wurde er Hilfsberichterstatter bei der Regierung des Neckarkreises in Ludwigsburg, wobei er aus gesundheitlichen Gründen den Dienst nicht antrat. 1920 trat er in den Ruhestand.